# ژانگ پینگ (بازیکن والیبال)
ژانگ پینگ (انگلیسی: Zhang Ping؛ زادهٔ ۲۳ مارس ۱۹۸۲) بازیکن والیبال اهل چین است. از افتخارات وی میتوان به کسب مدال طلا به‌همراه تیم ملی والیبال زنان چین در بازی‌های المپیک تابستانی ۲۰۰۴ اشاره کرد.